# تقویم ام‌القری

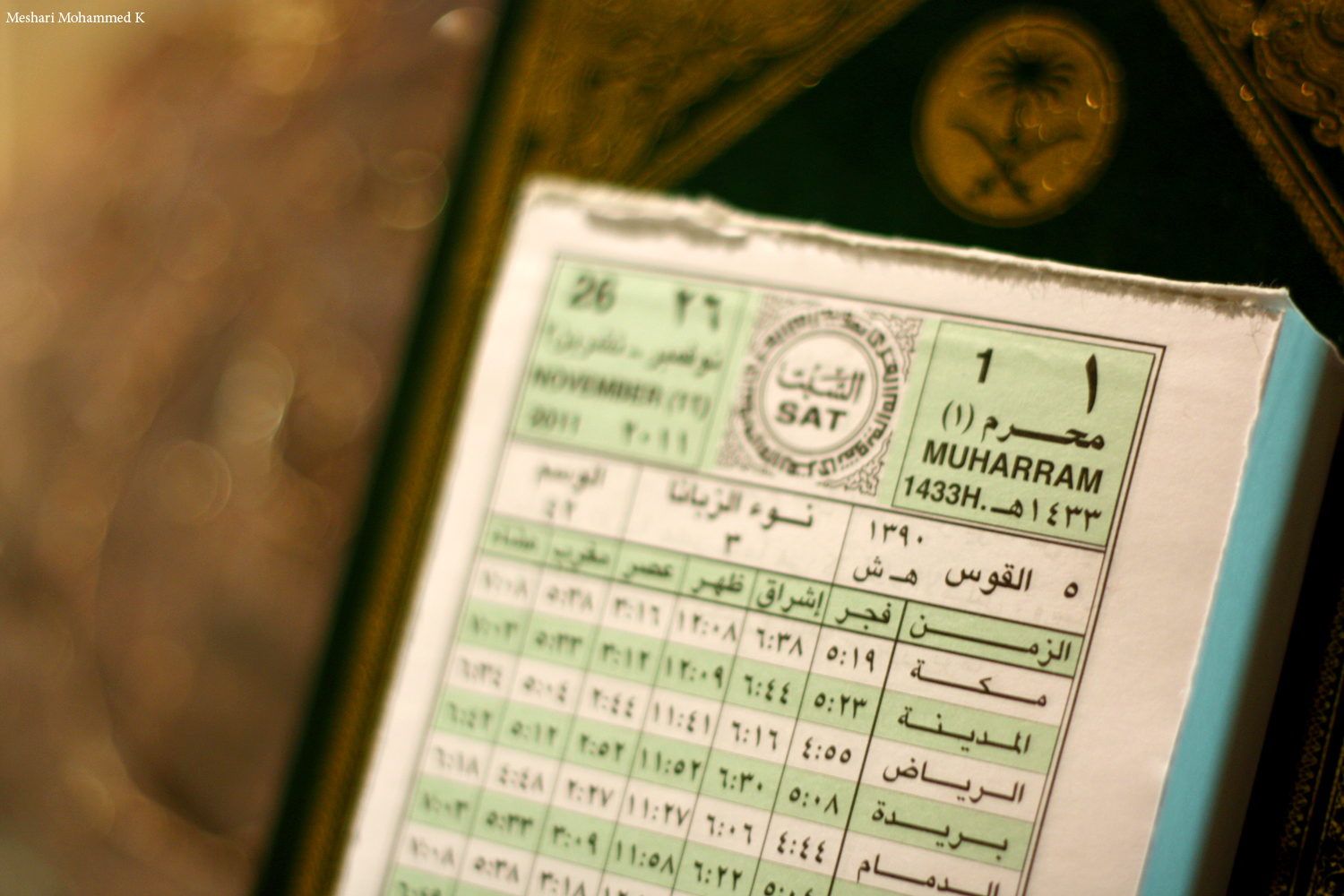
تقویم ام‌القری

تقویم اُم‌ّالقُریٰ تقویم هجری قمری محاسبه‌شده‌ای است که روز اول هر ماه بر اساس محاسبه نجومی تولد ماه (مقارنه ماه)، باتوجه به غروب خورشید قبل از افول ماه، طبق موقعیت و افق کعبه در شهر مکه تعیین می‌گردد. این تقویم از سال ۱۳۴۶ هجری در عربستان سعودی مورد استفاده قرار گرفته‌است. افزون بر عربستان سعودی، برخی از کشورهای اسلامی منطقه (نظیر قطر و بحرین) و حتی برخی از جوامع در کشورهای غیر اسلامی (نظیر جامعه اسلامی آمریکای شمالی، شورای فقه آمریکای شمالی یا شورای اروپایی فتوا و پژوهش) از آن تقویم تبعیت کرده‌اند.
برخی از جوامع اسلامی که تقویمشان را بر اساس رؤیت هلال ماه تنظیم می‌کنند، از تقویم ام‌القری انتقاد کرده‌اند.
امروز:
۸ رمضان ۱۴۴۶ قمری، برابر با
۸ رمضان ۱۴۴۶ قمری ام‌القری

## قواعد نجومی
امروزه مؤسسهٔ تحقیقات جغرافیایی و نجوم شهرک علم و فناوری ملک عبدالعزیز واقع در ریاض عربستان، مسئولیت تنظیم دقیق تقویم ام‌القری را بر اساس آخرین یافته‌ها و نظریه‌های اخترشناسی دربارهٔ ماه و خورشید بر عهده دارد. پیشتر تنظیم تقویم ام‌القری بر اساس قواعد نجومی زیر انجام می‌گرفت:

### پیش از ۱۳۹۵ هجری قمری
به ادعای برخی از منابع قاعده چنین بوده‌است: ارتفاع محاسبه‌شدهٔ ماه به هنگام غروب خورشید، باید حداقل ۹ درجه بالاتر از افق مکه باشد. اما این ادعا با جدول تبدیل تقویمی که مؤسسهٔ تحقیقات نفت و مواد معدنی دانشگاه ملک فهد در اوایل دههٔ ۱۹۹۰ میلادی منتشر کرد سازگار نیست.

### ۱۳۹۵ تا ۱۴۱۹ هجری قمری
اگر هلال ماه نو تا حداکثر سه ساعت پس از نیمه‌شب عربستان (دقیقاً معادل با نیمه‌شب گرینویچ) ظاهر شود، آخرین غروب خورشید نشان‌دهندهٔ آغاز ماه قمری جدید بوده‌است؛ در غیر این صورت اولین غروب خورشید نشان‌دهنده آغاز ماه قمری جدید خواهد بود.

### ۱۴۲۰ تا ۱۴۲۲ هجری قمری
اگر در ۲۹م ماه قمری، ماه پس از خورشید در مکه غروب کند، فردا اولین روز ماه قمری جدید خواهد بود در غیر این صورت فردا ۳۰م ماه قمری قبلی و پس‌فردا اولین روز ماه قمری جدید خواهد بود.

### از ۱۴۲۳ هجری قمری
اگر در ۲۹م ماه قمری هر دو شرط زیر برقرار باشند، فردا روز اول ماه قمری جدید خواهد بود:
1. مقارنهٔ زمین‌مرکزی پیش از غروب خورشید رخ دهد.
2. ماه پس از خورشید غروب کند.

در غیر این صورت، ماه قمری جاری ۳۰ روزه خواهد بود.

## سالشمار خورشیدی ام‌القری
تقویم هجری خورشیدی ضمیمه تقویم ام‌القری، برای تعیین فصول سال و اوقات شرعی است که این موارد مبتنی بر سالشمار خورشیدی هستند. چارچوب کلی این سالشمار در مبدأ بودن سال هجرت و توالی و حساب طول ماه‌ها مانند تقویم هجری خورشیدی ایرانی است؛ در عین حال در روزشمار بنوعی مابه‌ازای تقویم میلادی بوده و در بعضی محاسبات جزئی با تقویم ایرانی تفاوت‌هایی از قرار زیر دارد:
1. عنوان و ترتیب ماه‌ها: عنوان ماه‌های آن مانند تقویم خورشیدی مشروطه و تقویم فعلی افغانستان همنام با بروج فلکی یعنی: حمل، ثور، جوزا و… است. ترتیب شروع ماه‌های سال از میزان (مهرماه) می‌باشد. (نام ماه‌ها در تقویم ایرانی با عنوان فارسی فروردین، اردیبهشت و… است، و ترتیب شروع ماه‌های سال از فروردین است)
2. روزشمار مطابق با تقویم میلادی: همواره هر ماه آن با یک روز خاص میلادی آغاز می‌شود. هر روز آن همه ساله دقیقاً منطبق با روز ثابتی از تقویم میلادی (گریگوری) است. سال کبیسه آن با سال کبیسه میلادی هماهنگی کامل دارد. در سال‌های کبیسه بعلت فاصله ۲۰ روزه کبیسه دو تقویم این انطباق نسبت به سالهای عادی از ۱۰ تا ۳۰ حوت (اسفند) با جابجایی یک‌روزه هماهنگی کلی با تقویم میلادی را حفظ می‌کند. (آغاز ماه و هر روز تقویم ایرانی در هر سال ممکن است با چهار روز مجاور اما متفاوت میلادی منطبق شود؛ و محاسبه سال کبیسه آن با میلادی متفاوت است. در نتیجه معمولاً در هر سال، روزها و ماه‌هایی از تقویم شمسی ام‌القری با تقویم ایرانی یک روز پس یا پیش خواهد بود)
3. روزآغاز تاریخ آن: روز سرآغاز تاریخ آن، اول میزان یا مهرماه (نزدیک به روزهای هجرت پیامبر اسلام به مدینه) ۶ ماه با تقویم ایرانی متاخر است و در نتیجه:
  - همواره شش ماه از تقویم ایرانی عقب است و از فروردین تا پایان شهریور ایرانی نسبت به تقویم ایرانی یکسال کمتر نشان می‌دهد.
  - سرآغاز تحویل سال خورشیدی آن اول میزان (اول مهرماه) است و همواره ۲۳ سپتامبر بعنوان اول میزان قرارداد شده‌است. (روزآغاز تقویم ایرانی اول فروردین سال یکم خورشیدی، شش ماه قبل از تقویم شمسی ام القری است)

### مقایسهٔ تقویم‌های هجری خورشیدی ایران و ام‌القری
| ترتیب ماه در تقویم ام‌القری | ترتیب ماه در تقویم ایرانی | تعداد روزها | نام           | نام          | تاریخ میلادی          | فصل     |
| ترتیب ماه در تقویم ام‌القری | ترتیب ماه در تقویم ایرانی | تعداد روزها | فارسی (ایران) | عربی (سعودی) | تاریخ میلادی          | فصل     |
| -------------------------- | ------------------------- | ----------- | ------------- | ------------ | --------------------- | ------- |
| ماه اول                    | ۷                         | ۳۰          | مهر           | میزان        | ۲۳ سپتامبر – ۲۲ اکتبر | پاییز   |
| ۲                          | ۸                         | ۳۰          | آبان          | عَقرَب         | ۲۳ اکتبر – ۲۱ نوامبر  | پاییز   |
| ۳                          | ۹                         | ۳۰          | آذر           | قَوس          | ۲۲ نوامبر – ۲۱ دسامبر | پاییز   |
| ۴                          | ۱۰                        | ۳۰          | دی            | جَدی          | ۲۲ دسامبر – ۲۰ ژانویه | زمستان  |
| ۵                          | ۱۱                        | ۳۰          | بهمن          | دَلو          | ۲۱ ژانویه – ۱۹ فوریه  | زمستان  |
| ۶                          | ۱۲                        | ۲۹–۳۰       | اسفند         | حوت          | ۲۰ فوریه – ۲۰ مارس    | زمستان  |
| ۷                          | ماه اول                   | ۳۱          | فروردین       | حَمَل          | ۲۱ مارس – ۲۰ آوریل    | بهار    |
| ۸                          | ۲                         | ۳۱          | اردیبهشت      | ثَور          | ۲۱ آوریل – ۲۱ مه      | بهار    |
| ۹                          | ۳                         | ۳۱          | خرداد         | جَوزا         | ۲۲ مه – ۲۱ ژوئن       | بهار    |
| ۱۰                         | ۴                         | ۳۱          | تیر           | سَرَطان        | ۲۲ ژوئن – ۲۲ ژوئیه    | تابستان |
| ۱۱                         | ۵                         | ۳۱          | مرداد         | اَسَد          | ۲۳ ژوئیه – ۲۲ اوت     | تابستان |
| ۱۲                         | ۶                         | ۳۱          | شهریور        | سُنبُله        | ۲۳ اوت – ۲۲ سپتامبر   | تابستان |

امروز:
۱۸ اسفند ۱۴۰۳ خورشیدی ایران، برابر با
۱۷ حوت ۱۴۰۳ خورشیدی ام‌القری

### هماهنگی روزهای خورشیدی ام‌القری با میلادی
هر روز خورشیدی ام‌القری همواره با یک روز میلادی هماهنگ است (با تفاوتی در ۲۱ روز آخر سالهای کبیسه). جدول هماهنگی روزهای خورشیدی ام‌القری با میلادی:
| فرو | Mar | ارد | Apr | خرد | May | تیر | Jun | مرد | Jul | شه‍ | Aug | مهر | Sep | آبان | Oct | آذر | Nov | دی | Dec | بهم‍ | Jan | اس‍ | Feb | # |
| --- | --- | --- | --- | --- | --- | --- | --- | --- | --- | -- | --- | --- | --- | --- | --- | --- | --- | --- | --- | --- | --- | --- | --- | --- |
| ۱   | ۲۱  | ۱   | ۲۱  | ۱   | ۲۲  | ۱   | ۲۲  | ۱   | ۲۳  | ۱  | ۲۳  | ۱ | ۲۳ | ۱ | ۲۳ | ۱ | ۲۲ | ۱ | ۲۲ | ۱ | ۲۱ | ۱ | ۲۰ | |
| ۲   | ۲۲  | ۲   | ۲۲  | ۲   | ۲۳  | ۲   | ۲۳  | ۲   | ۲۴  | ۲  | ۲۴  | ۲ | ۲۴ | ۲ | ۲۴ | ۲ | ۲۳ | ۲ | ۲۳ | ۲ | ۲۲ | ۲ | ۲۱ | |
| ۳   | ۲۳  | ۳   | ۲۳  | ۳   | ۲۴  | ۳   | ۲۴  | ۳   | ۲۵  | ۳  | ۲۵  | ۳ | ۲۵ | ۳ | ۲۵ | ۳ | ۲۴ | ۳ | ۲۴ | ۳ | ۲۳ | ۳ | ۲۲ | |
| ۴   | ۲۴  | ۴   | ۲۴  | ۴   | ۲۵  | ۴   | ۲۵  | ۴   | ۲۶  | ۴  | ۲۶  | ۴ | ۲۶ | ۴ | ۲۶ | ۴ | ۲۵ | ۴ | ۲۵ | ۴ | ۲۴ | ۴ | ۲۳ | |
| ۵   | ۲۵  | ۵   | ۲۵  | ۵   | ۲۶  | ۵   | ۲۶  | ۵   | ۲۷  | ۵  | ۲۷  | ۵ | ۲۷ | ۵ | ۲۷ | ۵ | ۲۶ | ۵ | ۲۶ | ۵ | ۲۵ | ۵ | ۲۴ | |
| ۶   | ۲۶  | ۶   | ۲۶  | ۶   | ۲۷  | ۶   | ۲۷  | ۶   | ۲۸  | ۶  | ۲۸  | ۶ | ۲۸ | ۶ | ۲۸ | ۶ | ۲۷ | ۶ | ۲۷ | ۶ | ۲۶ | ۶ | ۲۵ | |
| ۷   | ۲۷  | ۷   | ۲۷  | ۷   | ۲۸  | ۷   | ۲۸  | ۷   | ۲۹  | ۷  | ۲۹  | ۷ | ۲۹ | ۷ | ۲۹ | ۷ | ۲۸ | ۷ | ۲۸ | ۷ | ۲۷ | ۷ | ۲۶ | |
| ۸   | ۲۸  | ۸   | ۲۸  | ۸   | ۲۹  | ۸   | ۲۹  | ۸   | ۳۰  | ۸  | ۳۰  | ۸ | ۳۰ | ۸ | ۳۰ | ۸ | ۲۹ | ۸ | ۲۹ | ۸ | ۲۸ | ۸ | ۲۷ | |
| ۹   | ۲۹  | ۹   | ۲۹  | ۹   | ۳۰  | ۹   | ۳۰  | ۹   | ۳۱  | ۹  | ۳۱  | ۹ | ۱ | ۹ | ۳۱ | ۹ | ۳۰ | ۹ | ۳۰ | ۹ | ۲۹ | ۹ | ۲۸ | |
| ۱۰  | ۳۰  | ۱۰  | ۳۰  | ۱۰  | ۳۱  | ۱۰  | ۱   | ۱۰  | ۱   | ۱۰ | ۱   | ۱۰ | ۲ | ۱۰ | ۱ | ۱۰ | ۱ | ۱۰ | ۳۱ | ۱۰ | ۳۰ | ۱۰ | ۱ | ۲۹ |
| ۱۱  | ۳۱  | ۱۱  | ۱   | ۱۱  | ۱   | ۱۱  | ۲   | ۱۱  | ۲   | ۱۱ | ۲   | ۱۱ | ۳ | ۱۱ | ۲ | ۱۱ | ۲ | ۱۱ | ۱ | ۱۱ | ۳۱ | ۱۱ | ۲ | ۱ |
| ۱۲  | ۱   | ۱۲  | ۲   | ۱۲  | ۲   | ۱۲  | ۳   | ۱۲  | ۳   | ۱۲ | ۳   | ۱۲ | ۴ | ۱۲ | ۳ | ۱۲ | ۳ | ۱۲ | ۲ | ۱۲ | ۱ | ۱۲ | ۳ | ۲ |
| ۱۳  | ۲   | ۱۳  | ۳   | ۱۳  | ۳   | ۱۳  | ۴   | ۱۳  | ۴   | ۱۳ | ۴   | ۱۳ | ۵ | ۱۳ | ۴ | ۱۳ | ۴ | ۱۳ | ۳ | ۱۳ | ۲ | ۱۳ | ۴ | ۳ |
| ۱۴  | ۳   | ۱۴  | ۴   | ۱۴  | ۴   | ۱۴  | ۵   | ۱۴  | ۵   | ۱۴ | ۵   | ۱۴ | ۶ | ۱۴ | ۵ | ۱۴ | ۵ | ۱۴ | ۴ | ۱۴ | ۳ | ۱۴ | ۵ | ۴ |
| ۱۵  | ۴   | ۱۵  | ۵   | ۱۵  | ۵   | ۱۵  | ۶   | ۱۵  | ۶   | ۱۵ | ۶   | ۱۵ | ۷ | ۱۵ | ۶ | ۱۵ | ۶ | ۱۵ | ۵ | ۱۵ | ۴ | ۱۵ | ۶ | ۵ |
| ۱۶  | ۵   | ۱۶  | ۶   | ۱۶  | ۶   | ۱۶  | ۷   | ۱۶  | ۷   | ۱۶ | ۷   | ۱۶ | ۸ | ۱۶ | ۷ | ۱۶ | ۷ | ۱۶ | ۶ | ۱۶ | ۵ | ۱۶ | ۷ | ۶ |
| ۱۷  | ۶   | ۱۷  | ۷   | ۱۷  | ۷   | ۱۷  | ۸   | ۱۷  | ۸   | ۱۷ | ۸   | ۱۷ | ۹ | ۱۷ | ۸ | ۱۷ | ۸ | ۱۷ | ۷ | ۱۷ | ۶ | ۱۷ | ۸ | ۷ |
| ۱۸  | ۷   | ۱۸  | ۸   | ۱۸  | ۸   | ۱۸  | ۹   | ۱۸  | ۹   | ۱۸ | ۹   | ۱۸ | ۱۰ | ۱۸ | ۹ | ۱۸ | ۹ | ۱۸ | ۸ | ۱۸ | ۷ | ۱۸ | ۹ | ۸ |
| ۱۹  | ۸   | ۱۹  | ۹   | ۱۹  | ۹   | ۱۹  | ۱۰  | ۱۹  | ۱۰  | ۱۹ | ۱۰  | ۱۹ | ۱۱ | ۱۹ | ۱۰ | ۱۹ | ۱۰ | ۱۹ | ۹ | ۱۹ | ۸ | ۱۹ | ۱۰ | ۹ |
| ۲۰  | ۹   | ۲۰  | ۱۰  | ۲۰  | ۱۰  | ۲۰  | ۱۱  | ۲۰  | ۱۱  | ۲۰ | ۱۱  | ۲۰ | ۱۲ | ۲۰ | ۱۱ | ۲۰ | ۱۱ | ۲۰ | ۱۰ | ۲۰ | ۹ | ۲۰ | ۱۱ | ۱۰ |
| ۲۱  | ۱۰  | ۲۱  | ۱۱  | ۲۱  | ۱۱  | ۲۱  | ۱۲  | ۲۱  | ۱۲  | ۲۱ | ۱۲  | ۲۱ | ۱۳ | ۲۱ | ۱۲ | ۲۱ | ۱۲ | ۲۱ | ۱۱ | ۲۱ | ۱۰ | ۲۱ | ۱۲ | ۱۱ |
| ۲۲  | ۱۱  | ۲۲  | ۱۲  | ۲۲  | ۱۲  | ۲۲  | ۱۳  | ۲۲  | ۱۳  | ۲۲ | ۱۳  | ۲۲ | ۱۴ | ۲۲ | ۱۳ | ۲۲ | ۱۳ | ۲۲ | ۱۲ | ۲۲ | ۱۱ | ۲۲ | ۱۳ | ۱۲ |
| ۲۳  | ۱۲  | ۲۳  | ۱۳  | ۲۳  | ۱۳  | ۲۳  | ۱۴  | ۲۳  | ۱۴  | ۲۳ | ۱۴  | ۲۳ | ۱۵ | ۲۳ | ۱۴ | ۲۳ | ۱۴ | ۲۳ | ۱۳ | ۲۳ | ۱۲ | ۲۳ | ۱۴ | ۱۳ |
| ۲۴  | ۱۳  | ۲۴  | ۱۴  | ۲۴  | ۱۴  | ۲۴  | ۱۵  | ۲۴  | ۱۵  | ۲۴ | ۱۵  | ۲۴ | ۱۶ | ۲۴ | ۱۵ | ۲۴ | ۱۵ | ۲۴ | ۱۴ | ۲۴ | ۱۳ | ۲۴ | ۱۵ | ۱۴ |
| ۲۵  | ۱۴  | ۲۵  | ۱۵  | ۲۵  | ۱۵  | ۲۵  | ۱۶  | ۲۵  | ۱۶  | ۲۵ | ۱۶  | ۲۵ | ۱۷ | ۲۵ | ۱۶ | ۲۵ | ۱۶ | ۲۵ | ۱۵ | ۲۵ | ۱۴ | ۲۵ | ۱۶ | ۱۵ |
| ۲۶  | ۱۵  | ۲۶  | ۱۶  | ۲۶  | ۱۶  | ۲۶  | ۱۷  | ۲۶  | ۱۷  | ۲۶ | ۱۷  | ۲۶ | ۱۸ | ۲۶ | ۱۷ | ۲۶ | ۱۷ | ۲۶ | ۱۶ | ۲۶ | ۱۵ | ۲۶ | ۱۷ | ۱۶ |
| ۲۷  | ۱۶  | ۲۷  | ۱۷  | ۲۷  | ۱۷  | ۲۷  | ۱۸  | ۲۷  | ۱۸  | ۲۷ | ۱۸  | ۲۷ | ۱۹ | ۲۷ | ۱۸ | ۲۷ | ۱۸ | ۲۷ | ۱۷ | ۲۷ | ۱۶ | ۲۷ | ۱۸ | ۱۷ |
| ۲۸  | ۱۷  | ۲۸  | ۱۸  | ۲۸  | ۱۸  | ۲۸  | ۱۹  | ۲۸  | ۱۹  | ۲۸ | ۱۹  | ۲۸ | ۲۰ | ۲۸ | ۱۹ | ۲۸ | ۱۹ | ۲۸ | ۱۸ | ۲۸ | ۱۷ | ۲۸ | ۱۹ | ۱۸ |
| ۲۹  | ۱۸  | ۲۹  | ۱۹  | ۲۹  | ۱۹  | ۲۹  | ۲۰  | ۲۹  | ۲۰  | ۲۹ | ۲۰  | ۲۹ | ۲۱ | ۲۹ | ۲۰ | ۲۹ | ۲۰ | ۲۹ | ۱۹ | ۲۹ | ۱۸ | ۲۹ | ۲۰ | ۱۹ |
| ۳۰  | ۱۹  | ۳۰  | ۲۰  | ۳۰  | ۲۰  | ۳۰  | ۲۱  | ۳۰  | ۲۱  | ۳۰ | ۲۱  | ۳۰ | ۲۲ | ۳۰ | ۲۱ | ۳۰ | ۲۱ | ۳۰ | ۲۰ | ۳۰ | ۱۹ | ۳۰ | ــ | ۲۰ |
| ۳۱  | ۲۰  | ۳۱  | ۲۱  | ۳۱  | ۲۱  | ۳۱  | ۲۲  | ۳۱  | ۲۲  | ۳۱ | ۲۲  | در سالهای کبیسه میلادی از ۱۰ اسفند با ۲۹ فوریه برابر می‌شود و به ترتیب تا ۳۰ اسفند که با ۲۰ مارس برابر می‌شود مطابقت این ۲۱ روز آخر سال یک روز متفاوت می‌شود. | در سالهای کبیسه میلادی از ۱۰ اسفند با ۲۹ فوریه برابر می‌شود و به ترتیب تا ۳۰ اسفند که با ۲۰ مارس برابر می‌شود مطابقت این ۲۱ روز آخر سال یک روز متفاوت می‌شود. | در سالهای کبیسه میلادی از ۱۰ اسفند با ۲۹ فوریه برابر می‌شود و به ترتیب تا ۳۰ اسفند که با ۲۰ مارس برابر می‌شود مطابقت این ۲۱ روز آخر سال یک روز متفاوت می‌شود. | در سالهای کبیسه میلادی از ۱۰ اسفند با ۲۹ فوریه برابر می‌شود و به ترتیب تا ۳۰ اسفند که با ۲۰ مارس برابر می‌شود مطابقت این ۲۱ روز آخر سال یک روز متفاوت می‌شود. | در سالهای کبیسه میلادی از ۱۰ اسفند با ۲۹ فوریه برابر می‌شود و به ترتیب تا ۳۰ اسفند که با ۲۰ مارس برابر می‌شود مطابقت این ۲۱ روز آخر سال یک روز متفاوت می‌شود. | در سالهای کبیسه میلادی از ۱۰ اسفند با ۲۹ فوریه برابر می‌شود و به ترتیب تا ۳۰ اسفند که با ۲۰ مارس برابر می‌شود مطابقت این ۲۱ روز آخر سال یک روز متفاوت می‌شود. | در سالهای کبیسه میلادی از ۱۰ اسفند با ۲۹ فوریه برابر می‌شود و به ترتیب تا ۳۰ اسفند که با ۲۰ مارس برابر می‌شود مطابقت این ۲۱ روز آخر سال یک روز متفاوت می‌شود. | در سالهای کبیسه میلادی از ۱۰ اسفند با ۲۹ فوریه برابر می‌شود و به ترتیب تا ۳۰ اسفند که با ۲۰ مارس برابر می‌شود مطابقت این ۲۱ روز آخر سال یک روز متفاوت می‌شود. | در سالهای کبیسه میلادی از ۱۰ اسفند با ۲۹ فوریه برابر می‌شود و به ترتیب تا ۳۰ اسفند که با ۲۰ مارس برابر می‌شود مطابقت این ۲۱ روز آخر سال یک روز متفاوت می‌شود. | در سالهای کبیسه میلادی از ۱۰ اسفند با ۲۹ فوریه برابر می‌شود و به ترتیب تا ۳۰ اسفند که با ۲۰ مارس برابر می‌شود مطابقت این ۲۱ روز آخر سال یک روز متفاوت می‌شود. | در سالهای کبیسه میلادی از ۱۰ اسفند با ۲۹ فوریه برابر می‌شود و به ترتیب تا ۳۰ اسفند که با ۲۰ مارس برابر می‌شود مطابقت این ۲۱ روز آخر سال یک روز متفاوت می‌شود. | در سالهای کبیسه میلادی از ۱۰ اسفند با ۲۹ فوریه برابر می‌شود و به ترتیب تا ۳۰ اسفند که با ۲۰ مارس برابر می‌شود مطابقت این ۲۱ روز آخر سال یک روز متفاوت می‌شود. | در سالهای کبیسه میلادی از ۱۰ اسفند با ۲۹ فوریه برابر می‌شود و به ترتیب تا ۳۰ اسفند که با ۲۰ مارس برابر می‌شود مطابقت این ۲۱ روز آخر سال یک روز متفاوت می‌شود. |